# 單德謨
單德謨（1700年9月15日—1767年7月23日），字充甫，號漁莊，山東高密人，祖籍安徽鳳陽，清朝政治人物，同進士出身。

## 生平
雍正四年（1726年）丙午科山東鄉試第一名（解元）。雍正五年（1727年）聯捷丁未科進士，授吏部稽勛司主事。雍正八年（1730年）任文選司員外郎、郎中。雍正十三年（1735年）充順天鄉試同考官。乾隆二年（1737年）任工科給事中。同年春，出任巡視台灣監察御史，兼提督學政。乾隆四年（1739年）任江南鹽驛道、布政使司參議。因故貶為杭州府知府。乾隆九年（1744年）特擢分巡杭嘉湖道、按察使司副使。乾隆十三年（1748年）任福建分巡巡海與汀漳龍道，誥授朝議大夫。乾隆十七年（1752）冬，致仕歸鄉。

## 著作
著有《浙閩吟草》一卷。